# (137632) Ramsauer
(137632) Ramsauer ist ein Asteroid des Hauptgürtels, der am 26. November 1999 vom österreichischen Amateurastronomen Erich Meyer an der Sternwarte Davidschlag (IAU-Code 540) in der Nähe von Linz in Österreich entdeckt wurde. Der Himmelskörper wird der Spektral-Klasse S zugeordnet und hat eine Rotationsperiode von 5,263 Stunden. Der geschätzte Durchmesser ist ungefähr 0.998 KM, was sich aus einer Lichtkurvenmessung ergeben hat.

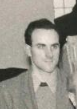
Alfred Ramsauer 1953

Der Asteroid wurde nach dem Amateurastronomen Alfred Ramsauer (1928 – ?) benannt. Ramsauer war ein langjähriges Mitglied (seit 1952) und auch zeitweise im Vorstand der Kepler Sternwarte Linz tätig.